# Ellingsenius hendrickxi
Espèce
Ellingsenius hendrickxi est une espèce de pseudoscorpions de la famille des Cheliferidae.

## Distribution
Cette espèce est endémique du Congo-Kinshasa. Elle se rencontre au Kivu.

## Publication originale
- Vachon, 1954 : Remarques sur un pseudoscorpion vivant dans les ruches d'Abeilles au Congo Belge, Ellingsenius hendrickxi n. sp. Annales du Musée du Congo Belge, Sciences Zoologiques, vol. 1, p. 284-287.